# Portret Elisabete Francoske na konju
Konjeniški portret Elizabete Francoske je portret Elizabete Francoske, ki ga je okoli leta 1635 naslikal Diego Velázquez, prvotno za Dvorano kraljestev, krilo palače Buen Retiro v Madridu. V Muzeju Prado je od ustanovitve galerije leta 1819.

## Zgodovina
Velázquezu so naročili, da naslika serijo petih konjeniških portretov kraljeve družine.
- Filipa III. in njegovo ženo kraljico Margareto Avstrijsko,
- Filips IV., njegovo ženo Elizabeto Francosko in njunega sina Baltazarja Carlosa. Ta zadnja je bila manjša od ostalih družinskih članov, saj je bila namenjena za obešanje na vrata in zato gledana z nižje perspektive.

To naročilo Velázquezu je imelo pomemben prispevek članom njegove delavnice. Tehnične študije, opravljene v muzeju Prado pod vodstvom Carmen Garrido, so pokazale, da je bilo pet konjeniških portretov naslikanih istočasno in z isto pripravo. Zamisel, da je Velázquez retuširal sliko prejšnjega slikarja, da bi dodal podrobnosti kraljičinim oblačilom in konju, je prejela podporo številnih kritikov; Rentgenski posnetki kot vidno razkrijejo poslikavo, na kateri je viden obseg konja in je kraljičino oblačilo preprostejše od obstoječega. Kasneje, ko je Velázquez dodeloval detajle na kraljičini glavi in konjevih nogah, je potrpežljivejši slikar zapolnil natančne detajle vezenja in tako zakril detajle prej postavljene slike.

## Opis
Kraljica je upodobljena iz profila, oblečena v suknjič z izvezenimi zvezdami in zlato ročno vezeno krilo in z začetnicami. Konj je upodobljen kot overo (rečeno o konju, ko nas njegova dlaka spominja na breskov cvet). in čelom z dolgo grivo, ki mu pada čez obraz in dela prehodni korak; obrnjena je v levo, da bi zagotovila simetrijo s portretom Elisabethinega moža, na katerem je obrnjen v desno.